# Poříčany
Poříčany é uma comuna checa localizada na região da Boêmia Central, distrito de Kolín.
Aqui decorreram parte das gravações para o filme de terror "O Albergue" (Hostel, 2005) - produzido por Quentin Jerome Tarantino.